# Contea autonoma yao di Dahua
La contea autonoma yao di Dahua (大化瑶族自治县S, Dàhuà yáozú ZìzhìxiànP) è una contea della Cina, situata nella regione autonoma di Guangxi e amministrata dalla prefettura di Hechi.